# Winifred
Winifred ist ein weiblicher Vorname.

## Herkunft und Bedeutung des Namens
Der Name ist keltischen Ursprungs als Gwenfrewi überliefert (weiß und Woge). Im Althochdeutschen ist er als Freundin des Friedens oder schützende Freundin gedeutet worden.

## Namenstag
- 3. November – Hl. Winifred

## Namensträgerinnen
- Winefride, walisische Märtyrerin und Heilige

- Winifred Asprey (1917–2007), US-amerikanische Mathematikerin und Informatikerin
- Winifred Atwell (1914–1983), Pianistin aus Trinidad
- Winifred Beamish (1883–1972), englische Tennisspielerin
- Winifred Cavendish-Bentinck, Duchess of Portland (1863–1954), britische Adlige und Mistress of the Robes bei Königin Alexandra
- Winifred Mary Curtis (1905–2005), englisch-australische Botanikerin
- Winifred Goldring (1888–1971), US-amerikanische Paläontologin und Paläobotanikerin
- Winifred Holtby (1898–1935), britische Schriftstellerin und Feministin
- Winifred Jordan (1920–2019), britische Sprinterin
- Winifred Lamb (1894–1963), britische Archäologin
- Winifred Edgerton Merrill (1862–1951), US-amerikanische Schulleiterin und promovierte Mathematikerin
- Winifred Shaw (1910–1982), US-amerikanische Schauspielerin und Sängerin
- Winifred C. Stanley (1909–1996), US-amerikanische Politikerin
- Winifred Wagner (1897–1980), künstlerische Leiterin der Wagner-Festspiele in Bayreuth
- Winifred Watkins (1924–2003), britische Biochemikerin
- Winifred Madikizela-Mandela (1936–2018), südafrikanische Politikerin, siehe Winnie Madikizela-Mandela

## Varianten
- Winfrida
- Winnie